# لائورا میکلی
لائورا میکلی (ایتالیایی: Laura Micheli؛ زادهٔ ۱۹۳۱) ژیمناست هنری اهل ایتالیا بود.
از افتخارات وی میتوان به کسب ۲ مدال نقره در بازی‌های المپیک تابستانی ۱۹۴۸ اشاره کرد.